# Pietro Canonica
Pietro Canonica (Moncalieri, 1 de marzo de 1869-Roma, 8 de junio de 1959) fue un escultor y compositor italiano, nombrado senador vitalicio por Luigi Einaudi en el año 1950.

## Biografía

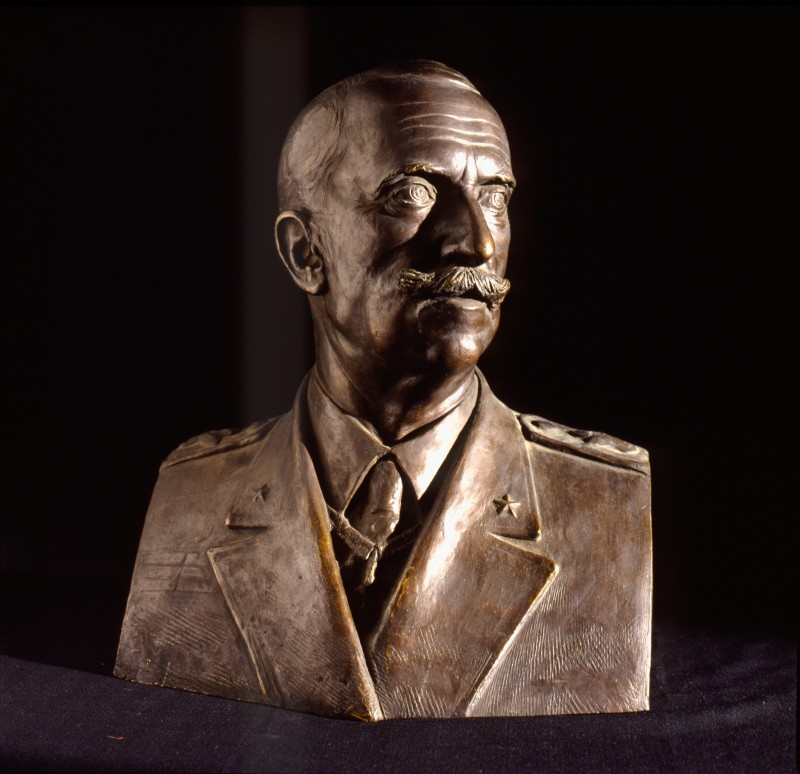
Busto de Víctor Manuel III, 1938 (Fondazione Cariplo).

Alumno del escultor de Valganna Odoardo Tabacchi, con tan solo diecisiete años ganó un premio por su estatua titulada Novicia, y se hizo famoso rápidamente por su capacidad de realizar esculturas muy realistas. Otras de sus obras principales son El excavador, Las comulgantes y la estatua dedicada al último zar de Rusia, esta última destruida durante la Revolución de Octubre de 1917-1918. La estatua Las comulgantes es extremadamente realista. Realizó e ideó también mausoleos y tumbas monumentales y artísticas. Tuvo intención de realizar las estatuas del Monumento a Víctor Manuel II de Roma, pero su entrada en la política le impidió terminar esta obra, aunque las estatuas en la derecha de la parte alta del monumento romano son suyas. Inspirándose en la escultura pietística del siglo XVII, realizó obras de éxito, como un Cristo flagelado con sangre, un Cristo crucificado y un Cristo depuesto.
También fue autor de óperas (tocaba como aficionado el piano): La novia de Corinto (de una balada de Goethe), Medea (de las tragedias homónimas de Eurípides y Séneca), Sacra Terra (inspirada en la Eneida de Virgilio) y Miranda (de Shakespeare). También escribió una novela.
En 1926 el Ayuntamiento de Roma le donó su casa romana (La Fortezzuola), situada en el parque de la Villa Borghese, donde vivió hasta su muerte; en ella se encuentra actualmente el Museo Canonica. Aquí, entre otras cosas, en una sala de la planta baja se conserva su estudio, que contiene una copia de la estela para el monumento a Paisiello, una de sus últimas obras, y todos sus instrumentos de trabajo.
Tuvo también una casa y un estudio en Vetralla, donde fundió muchas de sus obras en bronce. También tuvo una residencia en Venecia: se trata de la neorrenacentista Palazzina Canonica (o Villino Canonica), situada en la Riva dei Sette Martiri (sestiere de Castello, 1364 A), que mandó construir en 1911 y posteriormente la donó al Consiglio Nazionale delle Ricerche (CNR). Actualmente es sede de la Biblioteca Histórica de Estudios Adriáticos del Istituto di Scienze Marine (ISMAR), que forma parte del CNR. En 1899 participó en la III Exposición Internacional de Arte de Venecia.

## Obras principales

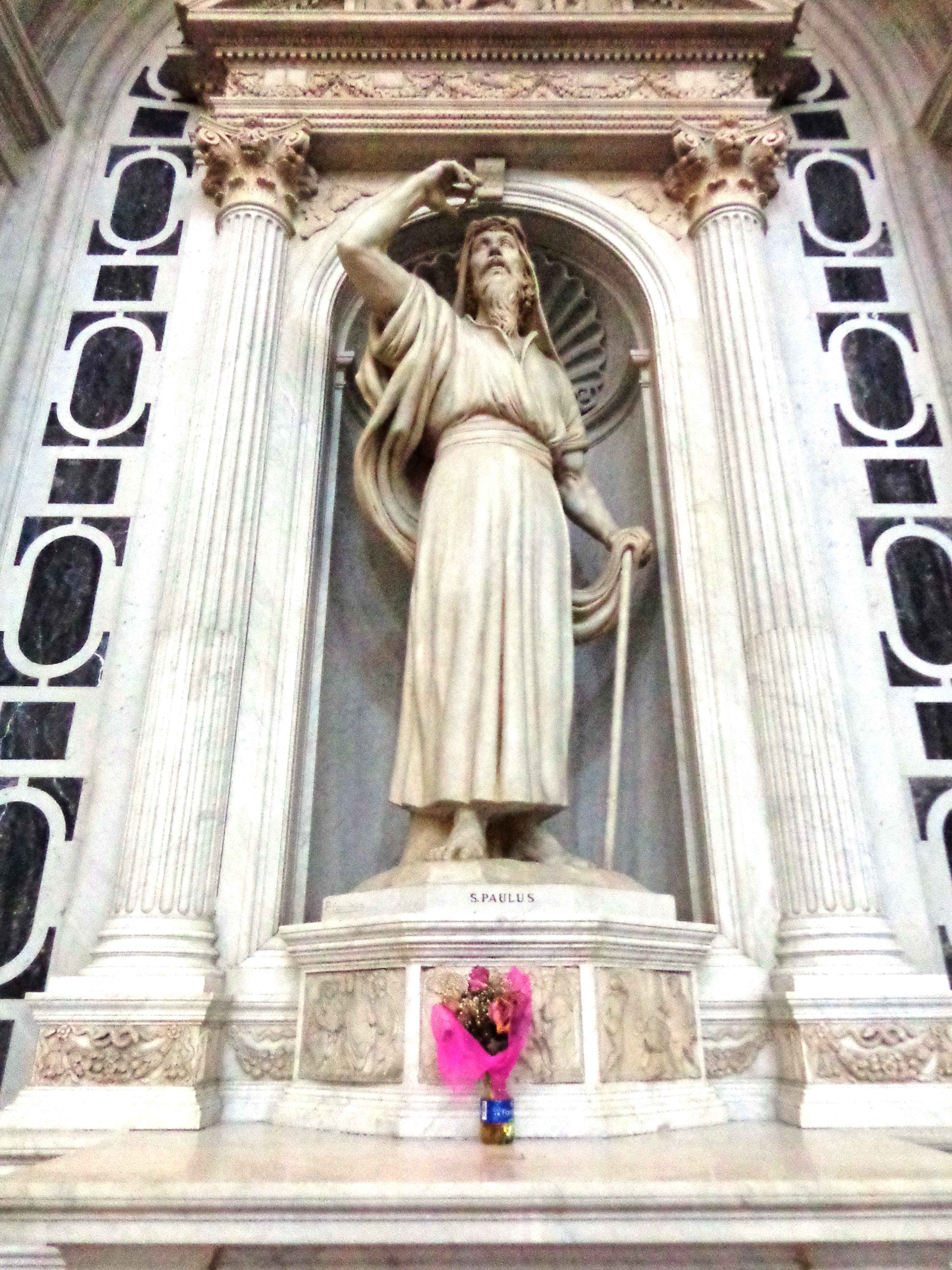
San Pablo (Catedral de Mesina).

### EnItalia
- Monumento funerario de Vittorio Emanuele Orlando (1953) en la Basílica de Santa Maria degli Angeli de Roma.
- Monumento a Giuseppe Manno en los jardines públicos de Alghero (1894).
- Estatua de San Pablo en la Catedral de Mesina.
- Soldado a caballo en la Piazza Castello de Turín.
- Estatua de doliente en el interior de la capilla Dellachà de Moncalieri.
- Busto de Cristo en la iglesia de Santa María Magdalena de Alba.
- Monumento a los caídos de la Primera Guerra Mundial en la Villa Comunale de Chieti (1924).
- Monumento escuestre a Simón Bolívar 1934.
- Monumento a los caídos de la Primera Guerra Mundial en la Piazza 66 Martiri de Grugliasco.
- Monumento a los caídos de Bene Vagienna (Cuneo), inaugurado el 17 de septiembre de 1922.
- Arco del Valentino, en el Corso Vittorio Emanuele II/Parco del Valentino de Turín (1930)

Muchas de sus obras están custodiadas en el Museo Canonica de Roma. En Vetralla realizó el Monumento a los Caídos. Otras se encuentran en Stresa, ciudad a la cual donó una veintena de esculturas suyas albergadas en la Sala Canonica del Palazzo dei Congressi. Una obra pictórica de considerable valor es el Retrato de la condesa Virginia Somalia Dal Pozzo, presentada en la Exposición Internacional de Arte de Venecia de 1903.

### EnRusia
- Estatua de bronce de Nicolás II, zar de todas las Rusias
- Estatua de Alejandro Scheremeteff
- Estatua de Beatriz
- Monumento a Nicolás Nikoláyevich (destruido, aunque hay una copia en el Museo Canonica de Roma)

### EnInglaterra
- Estatua de la Reina Victoria en el Palacio de Buckingham
- Varias estatuas y bustos en el vestíbulo de entrada del Castillo de Osborne, situado en la isla de Wight
- Varias estatuas y bustos en el Nottingham Workshop y en la Welbeck Woodhouse

### EnTurquía
- Dos monumentos a Mustafá Kemal Atatürk, uno de ellos en la Plaza Taksim de Estambul (hay copias suyas en el Museo Canonica de Roma).[6]
- Monumento a Faysal I de Irak (destruida), además realizó otra estatua de Faysal I en Irak

### En laCiudad del Vaticano
- Monumentos a San Juan Bosco (también hay un busto del santo en el Museo Canonica de Roma) y a Benedicto XV

### EnColombia
- Estatua de Simón Bolívar (también hay una estatua ecuestre del patriota sudamericano en el Museo Canonica de Roma)
- Busto de Juana Rangel de Cuéllar, fundadora de la ciudad de Cúcuta. Estatua recuperada por la Biblioteca Pública Julio Pérez Ferrero de esa ciudad

### EnArgentina
- Monumento funerario al Presidente de la República José Figueroa Alcorta, en el Cementerio de la Recoleta.

## Composiciones musicales
- La novia de Corinto, drama lírico de tres actos, libreto de Carlo Bernardi (de Goethe), Roma, Teatro Argentina, 25 de mayo de 1918
- Miranda, ópera de tres actos, libreto de Carlo Bernardi y Pietro Canonica (de La tempestad de Shakespeare), San Remo, Teatro del Casinò Municipale, 5 de marzo de 1937
- Enrico di Mirval, ovvero Amore è vita, libreto propio, San Remo, Teatro del Casinò Municipale, 1939
- Medea, tragedia lírica de tres actos, libreto propio (de Eurípides), Roma, Teatro de la Ópera, 12 de mayo de 1953, dirigida por Ottavio Ziino con Maria Pedrini y Umberto Borsò
- Sacra Terra, drama lírico en un prólogo y tres actos, libreto propio (de la Eneida), compuesto en 1957
- Impressioni, poema sinfónico